# KFormula
KFormula — свободный редактор формул, часть проекта KOffice и KDE.

## Свойства
В отличие от OpenOffice.org Math, KFormula не использует LaTeX-выражения, а основан на визуальной компоновке формул из отдельных элементов (аналогично редактору формул в составе Microsoft Office). Полученные формулы могут быть сохранены в форматах ODF, KFormula, TEX, SVG и PNG, а также через буфер обмена вставлены в документы KOffice.